# Hispanacris oreades
Hispanacris oreades is een rechtvleugelig insect uit de familie veldsprinkhanen (Acrididae). De wetenschappelijke naam van deze soort is voor het eerst geldig gepubliceerd in 1995 door Perez-Gelabert, Dominici, Hierro & Otte.